# 페렌치 샨도르

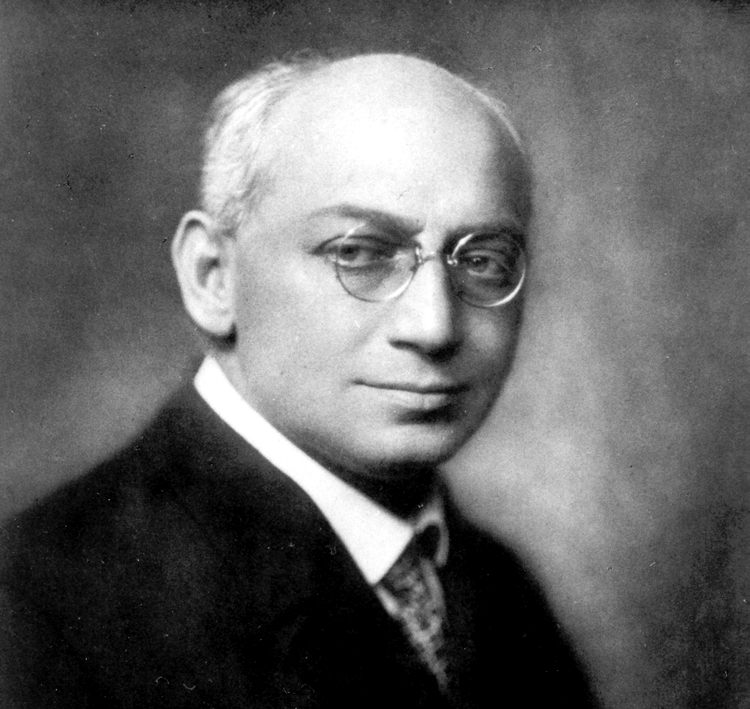
페렌치 샨도르

페렌치 샨도르(Sándor Ferenczi, 1873년 7월 7일 ~ 1933년 5월 22일)는 헝가리의 정신의학자이다.